# Fotoautotrofia
Um organismo fotoautotrófico é aquele que obtém seus nutrientes com a ajuda da luz do sol, nos seus cloroplastos, como em algas, plantas e cianobactérias.